# Dział Historii Medycyny Muzeum Mikołaja Kopernika we Fromborku
Dział Historii Medycyny Muzeum Mikołaja Kopernika we Fromborku – dział Muzeum Mikołaja Kopernika we Fromborku – samorządowej instytucji kultury województwa warmińsko-mazurskiego, poświęcony historii medycyny i farmacji.

## Historia budynku
Ekspozycja zajmuje budynek dawnego szpitala św. Ducha z przylegającą do niego kaplicą św. Anny. Szpital powstał w I połowie XIV wieku, obecny budynek zbudowano w latach 1426–1433. Przebudowany w latach 1686–1720 uzyskał kształt barokowej bazyliki. Jest niski, wydłużony, posiada dwie sygnaturki, ma skromne formy baroku i gotyku. Do nawy głównej przylega 12 cel dla chorych oraz jadalnia, kuchnia i apteka. W prezbiterium szpitalnej kaplicy znajdują się gotyckie polichromie z XV wieku przedstawiające 19 scen Sądu Ostatecznego. Ponadto we wnętrzu znajdują się dwa piece łaziebne, płyty epitafijne pochodzące z XVII wieku oraz ambona z XVIII wieku. W kaplicy znajduje się również kamienna figura Matki Boskiej z Dzieciątkiem z II połowy XIV wieku. 
Obiekt został znacznie uszkodzony w 1945, restauracja miała miejsce dopiero w latach 1978–1989. W 1990 przeznaczono go na potrzeby Działu Historii Medycyny Muzeum Mikołaja Kopernika we Fromborku.

## Zbiory
Ekspozycja muzeum składa się z przedmiotów, fotografii i rękopisów związanych z medycyną. W południowej części terenu otaczającego muzeum znajduje się ogród (herbarium) z uprawami roślin leczniczych.